# Bully (Rhône)
Bully település Franciaországban, Rhône megyében. Lakosainak száma 2144 fő (2022. január 1.). Bully Sarcey, Savigny, Saint-Germain-Nuelles, Saint-Romain-de-Popey, L’Arbresle és Le Breuil községekkel határos.

## Népesség
A település népességének változása:
| Lakosok száma | 2086 | 2060 | 2059 | 1982 | 1990 | 1988 | 2005 | 2076 | 2144 |
|               | 2013 | 2015 | 2016 | 2017 | 2018 | 2019 | 2020 | 2021 | 2022 |